# Sweet Revenge (John Prine)
Sweet Revenge è un album di John Prine, pubblicato dalla Atlantic Records nel 1973.

## Tracce
Brani composti da John Prine, eccetto dove indicato.
Lato A
1. Sweet Revenge – 2:58 – Registrato al Quadrophonic Sound Studios, Nashville, TN, 6 giugno 1973
2. Please Don't Bury Me – 2:47 – Registrato al Quadrophonic Sound Studios, Nashville, TN, 6 giugno 1973
3. Christmas in Prison – 3:09 – Registrato al Quadrophonic Sound Studios, Nashville, TN, 7 giugno 1973
4. Dear Abby – 4:10 – Registrato dal vivo al State University of New York, New Paltz, New York, 7 aprile 1973
5. Blue Umbrella – 3:28 – Registrato al Atlantic Recording Studios di New York City, New York, 1973
6. Often Is a Word I Seldom Use – 3:01 – Registrato al Quadrophonic Sound Studios, Nashville, TN, 6 giugno 1973

Durata totale: 19:33
Lato B
1. Onomatopoeia – 2:18 – Registrato al Atlantic Recording Studios di New York City, New York, 1973
2. Grandpa Was a Carpenter – 2:11 – Registrato al Quadrophonic Sound Studios, Nashville, TN, 5 giugno 1973
3. The Accident (Things Could Be Worse) – 3:22 – Registrato al Quadrophonic Sound Studios, Nashville, TN, 8 giugno 1973
4. Mexican Home – 4:39 – Registrato al Quadrophonic Sound Studios, Nashville, TN, 7 giugno 1973
5. A Good Time – 3:30 – Registrato al Quadrophonic Sound Studios, Nashville, TN, 8 giugno 1973
6. Nine Pound Hammer – 3:07 (Merle Travis) – Registrato al Quadrophonic Sound Studios, Nashville, TN, 8 giugno 1973

Durata totale: 19:07

## Musicisti
Sweet Revenge
- John Prine - voce solista, chitarra acustica
- Reggie Young - chitarra elettrica solista
- Steve Goodman - chitarra elettrica
- David Briggs - pianoforte, organo
- Mike Leach - basso
- Kenny Malone - batteria, tamburello
- Cissy Houston - accompagnamento vocale, coro
- Deidre Tuck - accompagnamento vocale, coro
- Judy Clay - accompagnamento vocale, coro

Please Don't Bury Me
- John Prine - voce solista, chitarra acustica
- Reggie Young - chitarra elettrica
- Steve Goodman - chitarra acustica solista
- John Christopher - chitarra acustica
- Dave Prine - dobro
- Mike Leach - basso
- Kenny Malone - batteria
- Raun MacKinnon - armonie vocali

Christmas in Prison
- John Prine - voce solista, chitarra acustica
- Reggie Young - chitarra elettrica
- Grady Martin - dobro
- Jerry Shook - armonica
- David Briggs - organo
- Mike Leach - basso
- Kenny Malone - batteria

Dear Abby
- John Prine - voce solista, chitarra acustica

Blue Umbrella
- John Prine - voce solista, chitarra acustica
- Steve Burgh - chitarra elettrica solista, chitarra acustica
- Steve Goodman - chitarra acustica
- Kenny Ascher - pianoforte elettrico
- Hugh McDonald - basso
- Steve Mosley - batteria

Often Is a Word I Seldom Use
- John Prine - voce solista, chitarra acustica
- Reggie Young - chitarra elettrica solista
- John Christopher - chitarra elettrica
- Steve Goodman - chitarra acustica solista
- Jerry Shook - armonica
- Mike Leach - basso
- Kenny Malone - batteria
- Ralph MacDonald - percussioni
- Bill Slater - percussioni
- Arif Mardin - arrangiamenti strumenti a fiato

Onomatopoeia
- John Prine - voce solista, chitarra acustica
- Steve Burgh - chitarra elettrica solista
- Steve Goodman - chitarra elettrica, armonie vocali
- Kenny Ascher - pianoforte
- Hugh McDonald - basso
- Steve Mosley - batteria

Grandpa Was a Carpenter
- John Prine - voce solista, chitarra acustica
- Reggie Young - chitarra elettrica solista
- Steve Goodman - chitarra acustica solista e assolo
- John Christopher - chitarra acustica
- Dave Prine - banjo
- Mike Leach - basso
- Kenny Malone - batteria

The Accident (Things Could Be Worse)
- John Prine - voce solista, chitarra acustica
- Reggie Young - chitarra
- John Christopher - chitarra
- Grady Martin - dobro
- Doyle Grisham - chitarra steel
- Dave Prine - fiddle
- David Briggs - pianoforte
- Mike Leach - basso
- Kenny Malone - batteria
- Raun MacKinnon - armonie vocali

Mexican Home
- John Prine - voce solista, chitarra acustica
- Reggie Young - chitarra elettrica solista
- Steve Goodman - chitarra elettrica
- John Christopher - chitarra acustica
- Bobby Woods - pianoforte
- David Briggs - organo
- Mike Leach - basso
- Kenny Malone - batteria
- Ralph MacDonald - percussioni
- Cissy Houston - accompagnamento vocale, coro
- Deidre Tuck - accompagnamento vocale, coro
- Judy Clay - accompagnamento vocale, coro
- Raun MacKinnon - accompagnamento vocale, coro
- Arif Mardin - arrangiamenti strumenti a fiato

A Good Time
- John Prine - voce solista, chitarra acustica
- Steve Goodman - chitarra acustica solista
- Grady Martin - chitarra acustica e assolo
- Bill Salter - basso

Nine Pound Hammer
- John Prine - voce solista, chitarra acustica
- Steve Goodman - chitarra elettrica solista
- Reggie Young - chitarra acustica
- John Christopher - chitarra acustica, armonie vocali
- Dave Prine - dobro
- Bobby Woods - pianoforte
- Mike Leach - contrabbasso
- Kenny Malone - batteria

Note aggiuntive
- Arif Mardin - produttore
- Steve Ham - ingegnere del suono (Quadrofonic Sound Studios)
- Frank Hubach - ingegnere del suono (nel brano live Dear Abby)
- Jimmy Douglass - ingegnere del suono (Atlantic Recording Studios)
- Brani (eccetto Dear Abby, Blue Umbrella e Onomatopoeia) registrati al Quadrofonic Sound Studios di Nashville, Tennessee.
- Brano Dear Abby registrato dal vivo al State University of New York di New Paltz, New York.
- Brani: Blue Umbrella e Onomatopoeia, registrati al Atlantic Recording Studios di New York City, New York.
- Registrazioni aggiunte effettuate al Regent Sound Studios di New York City, New York, da Brad Davis (ingegnere del suono)[1].